# Сентюрин, Юрий Петрович
Юрий Петрович Сентюрин (род. 16 января 1960, Иркутск) — российский политический деятель, депутат Государственной думы четвёртого созыва, генеральный секретарь Форума стран — экспортёров газа.

## Биография
В 2001 году в правительстве Нижегородской области занимал пост министра промышленности и инноваций.
С августа 2001 по декабрь 2003 года — первый заместитель губернатора — член правительства Нижегородской области.

### Депутат Государственной Думы
С декабря 2003 по апрель 2007 года — депутат Государственной Думы Федерального Собрания Российской Федерации. Член фракции «Единая Россия», заместитель председателя Комитета Государственной Думы по энергетике, транспорту и связи, координатор ВПП «Единая Россия» по патриотическому воспитанию молодёжи.
С 2007 по 2010 год — статс-секретарь — заместитель министра образования и науки Российской Федерации, затем — заместитель министра образования и науки Российской Федерации.
С ноября 2010 по декабрь 2017 года — статс-секретарь — заместитель министра энергетики Российской Федерации.
С января 2018 года избран генеральным секретарем Форума стран-экспортёров газа (ФСЭГ).